# Лаки (Ређо ди Калабрија)
Лаки је насеље у Италији у округу Ређо ди Калабрија, региону Калабрија.
Према процени из 2011. у насељу је живело 143 становника. Насеље се налази на надморској висини од 168 м.